# Timrö
Timrö är en halvö i Åland (Finland). Den ligger i den sydöstra delen av landskapet, 21 km öster om huvudstaden Mariehamn.